# Henri Giffard

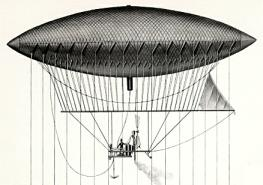
Dirigible de Giffard (1852)

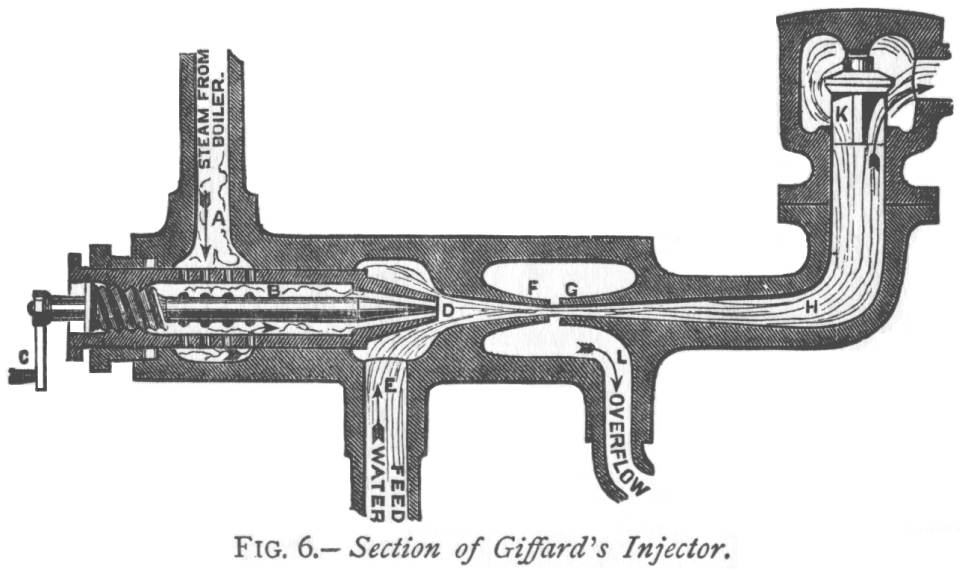
Injector de Giffard

Henri Giffard (París, 8 de febrer de 1825 - París, 14 d'abril de 1882) va ser un enginyer i inventor francès. L'any 1852, inventà l'injector de vapor i un dirigible amb motor de vapor. El seu dirigible a vapor pesava uns 180 kg, estava omplert d'hidrogen, portava hèlix i va ser el primer aparell aeri que va portar passatgers. El 24 de setembre de 1852 Giffard va fer el primer vol controlat al llarg de 27 km des de París a Trappes. Veient que s'estava quedant cec, es va suïcidar el 1882.
El 1863 va ser nomenat Cavaller de l'orde de la Legió d'Honor. El seu cognom, Giffard, apareix inscrit a la Torre Eiffel

## Galeria

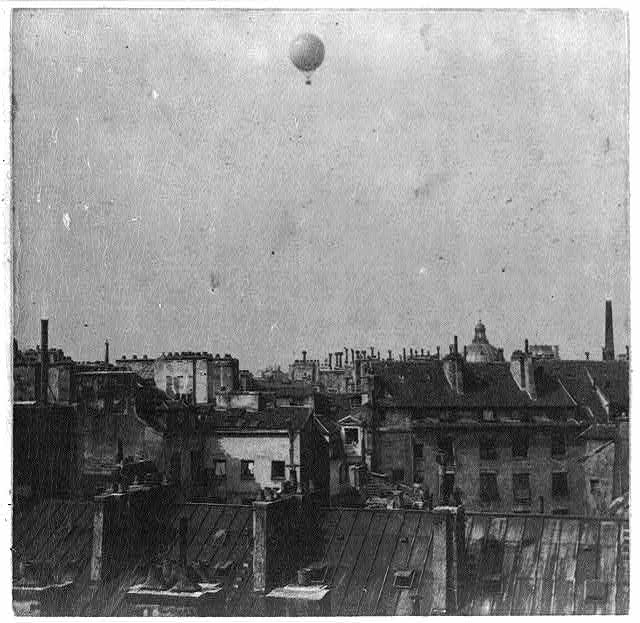
Globus d'Henri Giffard sobre Paris, 1878.
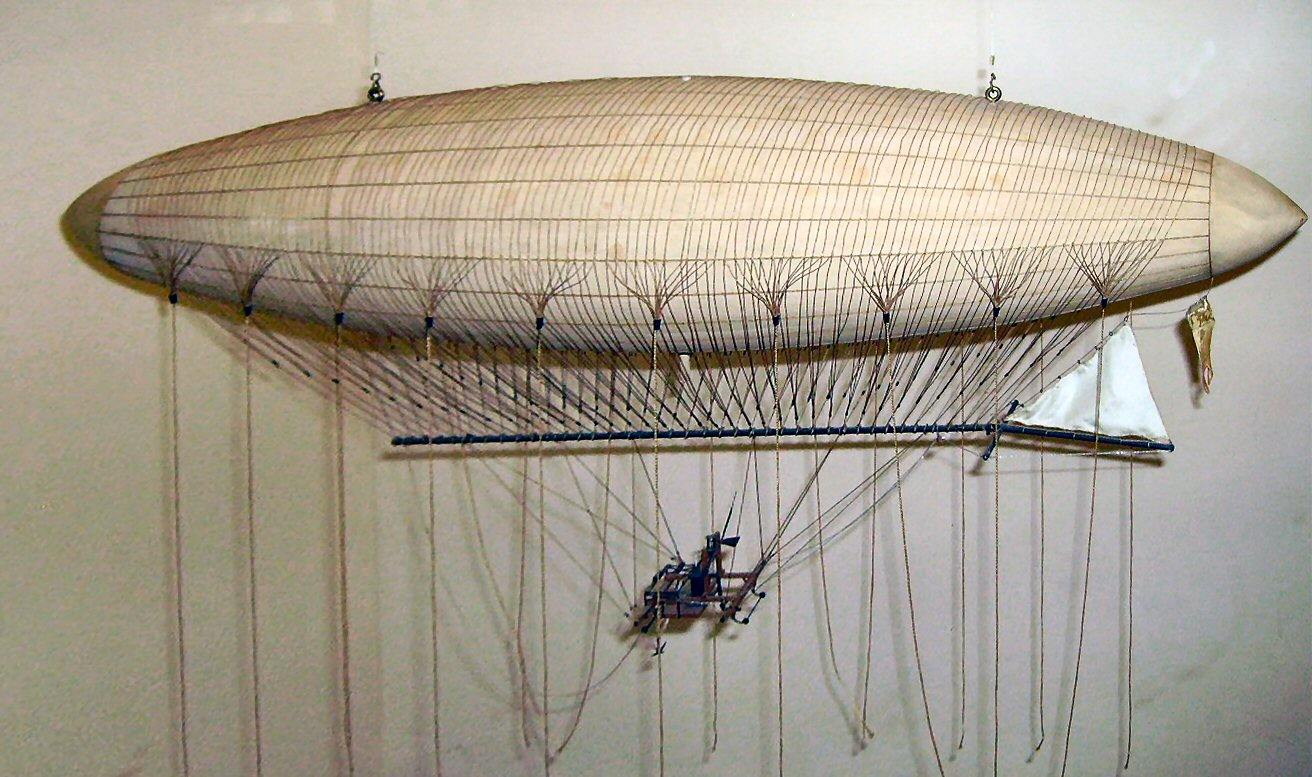
Un model del seu dirigible al London Science Museum.
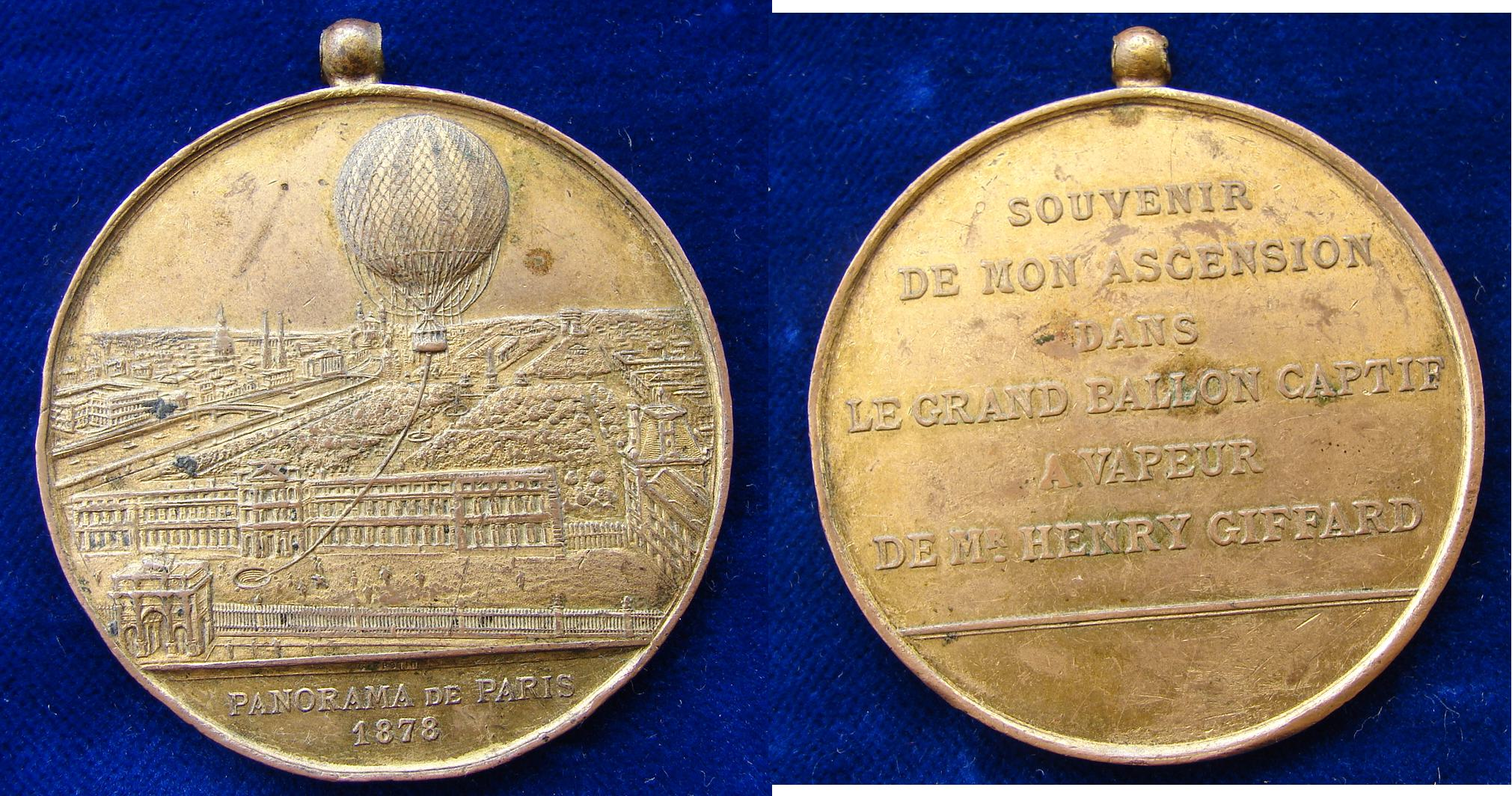
Medalla del globus de Giffard de 1878.